# Вільхівська сільська рада (Рожнятівський район)
| Вільхівська сільська рада — орган місцевого самоврядування у Рожнятівському районі Івано-Франківської області з адміністративним центром у с. Вільхівка. Водоймища на території, підпорядкованій даній раді: річка Радова. У січні 1940 р. була утворена Вільхівська сільська рада у складі Рожнятівського району. 19 листопада 1940 р. указом Президії Верховної Ради УРСР Вільхівська сільська рада передана з Рожнятівського району до Новичанського району, райцентр перенесено з села Новиця в селище Перегінське і район перейменовано на Перегінський. У 1959 р. у зв’язку з ліквідацією Перегінського району Вільхівська сільська була передана до складу Рожнятівського району. Відновлена сільрада 13 березня 1992 року. Івано-Франківська обласна Рада рішенням від 15 листопада 1995 року передала село Рошняте з Перегінської селищної ради в підпорядкування Вільхівській сільській Раді. Сільській раді підпорядковані населені пункти: - с. Вільхівка - с. Рошняте |

## Склад ради
Рада складається з 16 депутатів та голови.

### Керівний склад ради
| ПІБ                     | Основні відомості                                                 | Дата обрання | Дата звільнення |
| ----------------------- | ----------------------------------------------------------------- | ------------ | --------------- |
| Стрижак Любов Миронівна | Сільський голова, 1974 року народження, освіта, позапартійна      | 26.03.2006   | 31.10.2010      |
| Стрижак Любов Миронівна | Сільський голова, 1974 року народження, освіта вища, позапартійна | 31.10.2010   |                 |

Примітка: таблиця складена за даними джерела